# Championnats panaméricains de cyclisme sur route de 2024
Navigation
2023 2025
Les Championnats panaméricains de cyclisme sur route sont les championnats continentaux annuels de cyclisme sur route pour les pays membres de la Confédération panaméricaine de cyclisme. Ils sont organisés conjointement par la COPACI et la fédération brésilienne de cyclisme à São José dos Campos, au Brésil.
31 pays membres de la COPACI sont représentés : Anguilla, Argentine, Belize, Bermudes, Bolivie, Brésil, îles Caïmans, Chili, Costa Rica, Dominique, République dominicaine, Équateur, Grenade, Guatemala, Guyane, Honduras, Jamaïque, Îles Vierges, Colombie, Cuba, Mexique, Nicaragua, Panama, Paraguay, Pérou, Porto Rico, Saint-Vincent-et-les-Grenadines, Salvador, Uruguay, Venezuela et États-Unis.

## Podiums masculins
| Élites           |                 |                     |                      |
| Course en ligne  | Leangel Linarez | Red Walters         | Wilmar Paredes       |
| Contre-la-montre | Walter Vargas   | Franklin Archibold  | Orluis Aular         |
| Espoirs          |                 |                     |                      |
| Course en ligne  | Otávio Gonzeli  | Jaider Muñoz        | José Ramón Muñiz     |
| Contre-la-montre | Héctor Quintana | Nicholas Narraway   | Mateo Kalejman       |
| Juniors          |                 |                     |                      |
| Course en ligne  | Guilherme Lino  | Juan David Restrepo | Matheus Constantino  |
| Contre-la-montre | Robinson Rincón | Mateo Ramírez       | Luiz Fernando Bonfim |

## Podiums féminins
| Élites           |                 |                        |                       |
| Course en ligne  | Lauren Stephens | Wellyda Rodrigues      | Catalina Soto         |
| Contre-la-montre | Amber Neben     | Lauren Stephens        | Aranza Villalón       |
| Juniors          |                 |                        |                       |
| Course en ligne  | Luciana Osorio  | Javiera Mansilla Muñoz | Florencia Revetria    |
| Contre-la-montre | Luciana Osorio  | Natalie Revelo         | María Fernanda Torres |

## Déroulement des championnats

### 21 mai: le contre-la-montre féminin

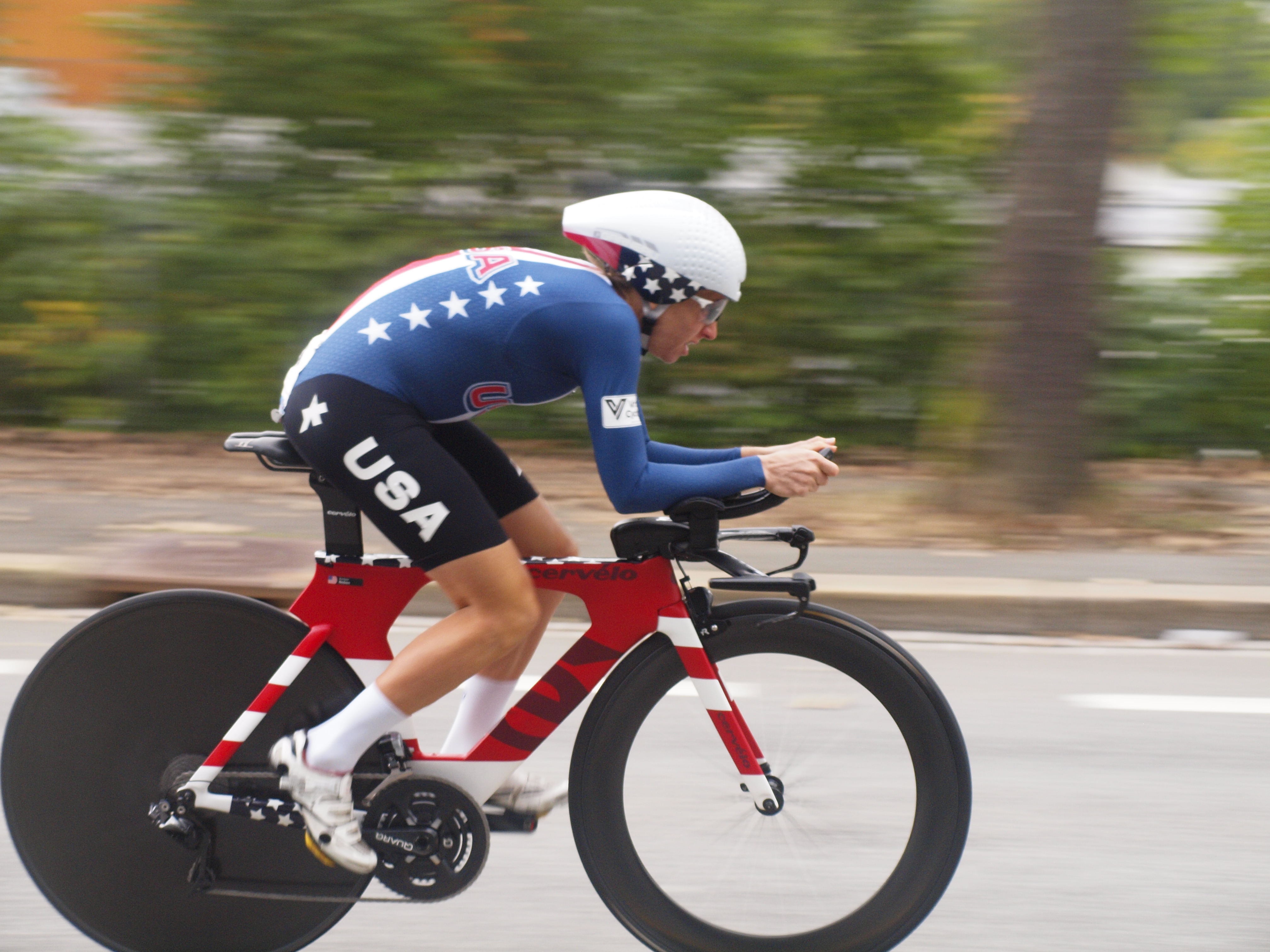
Amber Neben (ici en 2017) conserve son titre et remporte le contre-la-montre individuel pour la cinquième fois à 49 ans.

| \| Classement général \| Classement général \| Classement général \| Classement général \| Classement général \| \| Coureuse \| Coureuse \| Pays \| Équipe \| Temps \| \| ------------------ \| ------------------- \| ------------------ \| ------------------ \| ------------------ \| \| 1re \| Amber Neben \| États-Unis \| États-Unis \| 31 min 40 s \| \| 2e \| Lauren Stephens \| États-Unis \| États-Unis \| + 44 s \| \| 3e \| Aranza Villalón \| Chili \| Chili \| + 1 min 47 s \| \| 4e \| Diana Peñuela \| Colombie \| Colombie \| + 1 min 54 s \| \| 5e \| Karen Villamizar \| Colombie \| Colombie \| + 2 min 21 s \| \| 6e \| Catalina Soto \| Chili \| Chili \| + 3 min 43 s \| \| 7e \| Anet Barrera \| Mexique \| Mexique \| + 3 min 46 s \| \| 8e \| Ana Paula Polegatch \| Brésil \| Brésil \| + 4 min 02 s \| \| 9e \| Annibel Pietro \| Panama \| Panama \| + 4 min 07 s \| |                     |            |            |              |
| |                     |            |            |              |
| Source : Cycling Quotient |                     |            |            |              |
| Classement général |                     |            |            |              |
| Coureuse | Coureuse            | Pays       | Équipe     | Temps        |
| 1re | Amber Neben         | États-Unis | États-Unis | 31 min 40 s  |
| 2e | Lauren Stephens     | États-Unis | États-Unis | + 44 s       |
| 3e | Aranza Villalón     | Chili      | Chili      | + 1 min 47 s |
| 4e | Diana Peñuela       | Colombie   | Colombie   | + 1 min 54 s |
| 5e | Karen Villamizar    | Colombie   | Colombie   | + 2 min 21 s |
| 6e | Catalina Soto       | Chili      | Chili      | + 3 min 43 s |
| 7e | Anet Barrera        | Mexique    | Mexique    | + 3 min 46 s |
| 8e | Ana Paula Polegatch | Brésil     | Brésil     | + 4 min 02 s |
| 9e | Annibel Pietro      | Panama     | Panama     | + 4 min 07 s |

### 23 mai: le contre-la-montre Élite messieurs
| \| Classement général \| Classement général \| Classement général \| Classement général \| Classement général \| \| Coureur \| Coureur \| Pays \| Équipe \| Temps \| \| ------------------ \| ------------------ \| ------------------ \| ------------------ \| ------------------ \| |         |      |        |       |
| |         |      |        |       |
| |         |      |        |       |
| Classement général |         |      |        |       |
| Coureur | Coureur | Pays | Équipe | Temps |

### 25 mai: la course en ligne dames
| \| Classement général \| Classement général \| Classement général \| Classement général \| Classement général \| \| Coureuse \| Coureuse \| Pays \| Équipe \| Temps \| \| ------------------ \| ------------------ \| ------------------ \| ------------------ \| ------------------ \| |          |      |        |       |
| |          |      |        |       |
| |          |      |        |       |
| Classement général |          |      |        |       |
| Coureuse | Coureuse | Pays | Équipe | Temps |

### 26 mai: la course en ligne Élite messieurs
| \| Classement général \| Classement général \| Classement général \| Classement général \| Classement général \| \| Coureur \| Coureur \| Pays \| Équipe \| Temps \| \| ------------------ \| ------------------ \| ------------------ \| ------------------ \| ------------------ \| |         |      |        |       |
| |         |      |        |       |
| |         |      |        |       |
| Classement général |         |      |        |       |
| Coureur | Coureur | Pays | Équipe | Temps |

## Tableau des médailles
| Rang  | Nation     | Or | Argent | Bronze | Total |
| ----- | ---------- | -- | ------ | ------ | ----- |
| 1     | Colombie   | 4  | 2      | 2      | 8     |
| 2     | Brésil     | 2  | 1      | 2      | 5     |
| 3     | États-Unis | 2  | 1      | 0      | 3     |
| 4     | Chili      | 1  | 1      | 2      | 4     |
| 5     | Venezuela  | 1  | 0      | 1      | 2     |
| 6     | Équateur   | 0  | 2      | 0      | 2     |
| 7     | Bermudes   | 0  | 1      | 0      | 1     |
| 7     | Panama     | 0  | 1      | 0      | 1     |
| 9     | Argentine  | 0  | 0      | 1      | 1     |
| 9     | Grenade    | 0  | 0      | 1      | 1     |
| 9     | Mexique    | 0  | 0      | 1      | 1     |
| 9     | Uruguay    | 0  | 0      | 1      | 1     |
| Total | Total      | 10 | 10     | 10     | 30    |